# Frausseilles
Frausseilles é uma comuna francesa na região administrativa de Occitânia, no departamento de Tarn. Estende-se por uma área de 5,87 km². Em 2010 a comuna tinha 84 habitantes (densidade: 14,3 hab./km²).